# Réal de la République fédérale d'Amérique centrale
Pour les articles homonymes, voir réal.

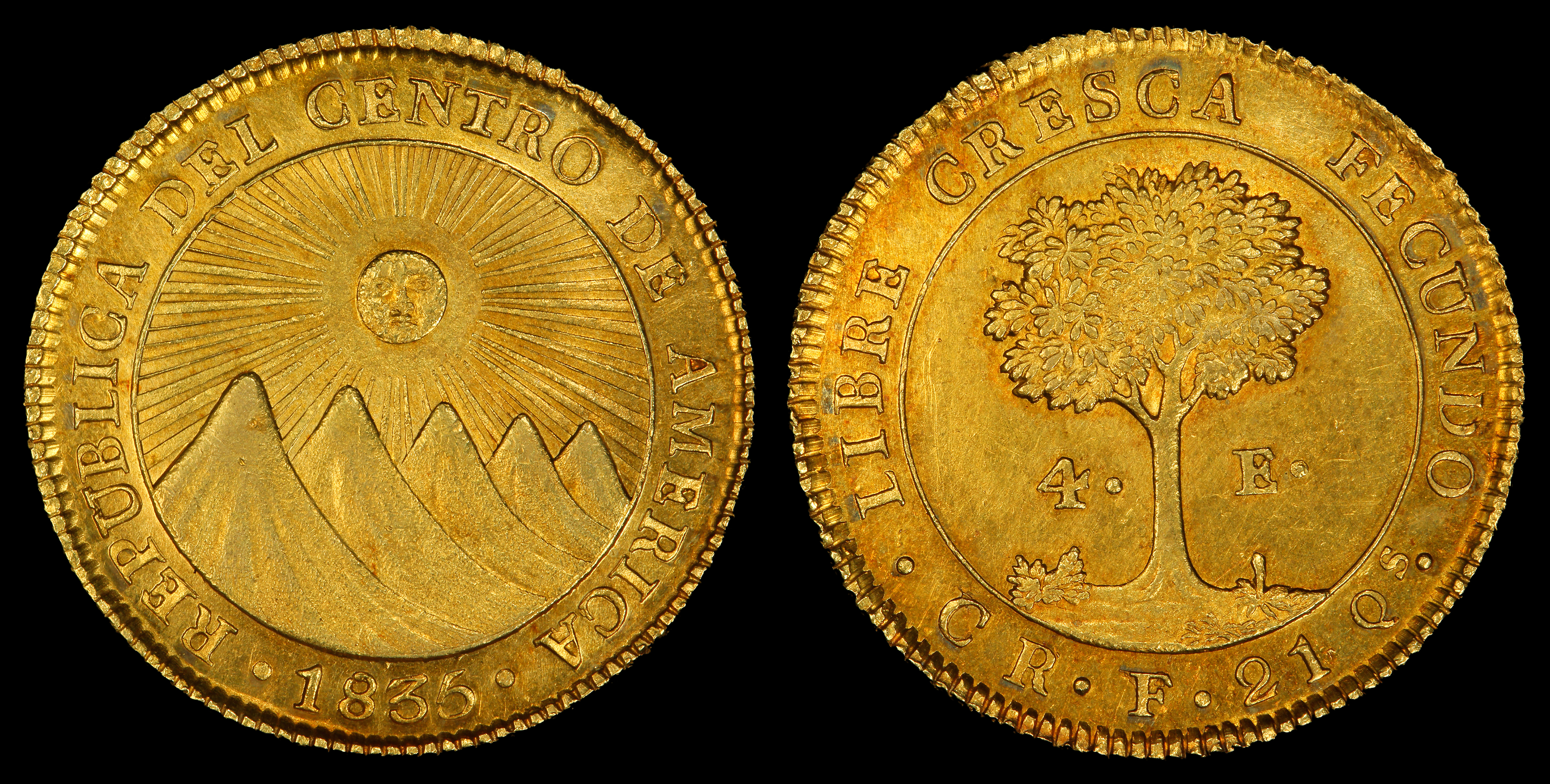
Pièce de 4 réaux de la République fédérale d'Amérique centrale (1835). Frappée à la monnaie de San José, au Costa Rica. 697 pièces ont été frappées.

Le réal était la devise de la République fédérale d'Amérique centrale de 1824 à 1838/1841. Seize réaux d'argent valaient un écu (escudo) d'or. Le réal de la République fédérale d'Amérique centrale remplaça le réal espagnol à parité et continua à circuler et à être émis après que les États constitutifs ont quitté l'union centraméricaine. La monnaie fut par la suite remplacée par le réal costaricain (en), le peso salvadorien (en), le peso guatémaltèque (en), le réal hondurien et le peso nicaraguayen.